# Ranunculus nankotaizanus
Ranunculus nankotaizanus är en ranunkelväxtart som beskrevs av Jisaburo Ohwi. Ranunculus nankotaizanus ingår i släktet ranunkler, och familjen ranunkelväxter. Inga underarter finns listade i Catalogue of Life.